# Van Reenenlaan 22 (Baarn)
Van Reenenlaan 22 is een gemeentelijk monument in Baarn in de provincie Utrecht. Het gebouw staat aan de spoorlijn in het ravijn ten noorden van Station Baarn, achter villa Carilshet aan de Van Reenenlaan.
Het gebouw was eigendom van de waterleidingmaatschappij Hydron die het gebouw in 2003 heeft gesloten. Sindsdien is het aan vandalisme ten prooi gevallen.
In 2022 en 2023 is het gebouw gerenoveerd.
Op 24 januari 2024 is er brand uitgebroken in het gebouw. Hierbij is het dak verwoest.